# Bagli (partij)
De Bagli of Bagli-partij was de naam voor een van de rebellerende partijen in Noorwegen in de periode van de Noorse burgeroorlogen die duurde van 1130 tot 1217.
Tijdens de periode van de burgeroorlogen waren er talloze elkaar overlappende conflicten op variërende schaal en intensiteit. De achtergrond van deze conflicten was de onduidelijke Noorse wet die de troonopvolging regelde, de sociale omstandigheden in die tijd en de strijd tussen kerk en koning. Er waren twee hoofdstromingen: de Bagli-partij (de groepering die voornamelijk het bisdom Oslo, de adel en de grote handelaren rond het Oslofjord vertegenwoordigde) en de Birkebeiner-partij (de groepering die voornamelijk de boerenstand en landmannen vertegenwoordigde). Hun voormannen waren meestal een troonpretendent van de partij in kwestie om zo op deze wijze te proberen de macht in Noorwegen te verkrijgen. De Birkebeiners, die meestal de overhand zouden hebben, zouden uiteindelijk in 1217 de machtsstrijd winnen toen hun kandidaat Haakon IV alleenheerser werd in Noorwegen.
In de vroege 1160-er jaren had de jarl Erling Skakke de controle in Viken en het bisdom Nidaros overgenomen en had vervolgens zijn minderjarige zoon Magnus (V) Erlingsson tot koning gemaakt. De groeperingen die hen steunden verenigden zich in 1196 rondom kroonpretendent Inge Magnusson in de Bagli-partij.
De Bagli-partij is op initiatief van onder andere de bisschop van Oslo Nicolaas Arneson in 1196 gesticht in het destijds nog Deense Skåne. De partij steunde Inge Magnusson, de tegenkoning (1196-1202) van Sverre Sigurdsson. Voor 1196 hadden de aanhangers onder verschillende namen zoals de Lendsmenn (met Sigurd Slembe), Heklungs (met Magnus Erlingsson), Kuvlungs (met Jon Kuvlung) en Øyskjeggs (met Sigurd Magnusson) tegen de al in 1174 gestichte Birkebeiner-partij gestreden.
Vanuit een sociaal-historisch perspectief gezien was de Bagli-partij uiterst behoudend jegens de ontwikkelingen die plaatsvonden in Noorwegen. Een daarvan was de snelle toename van de statenloze ´markamenn´ (´grensmannen´). Deze markamenn vestigden zich langs de Zweedse grens en overleefden door plundering en het beroven van de daar wonende rijke bewoners. Het was deze wetteloze bevolking die de voornaamste achterban van de Birkebeiners zou vormen. De Bagli ondersteunden ook de kerk (bisdom Oslo), hun privileges en bezittingen.
In Viken en Vestlandet waren de sociale verschillen tussen de bevolkingsgroepen steeds groter geworden en hun machthebbers hadden steeds meer macht verworven ten koste van Trøndelag, een gebied waar de sociale spanningen niet zo merkbaar waren. De machthebbende Trønder-families waren simpel gezegd in de steek gelaten door hun edelmannen in het zuiden, die zich hadden verbonden aan de jarl van Vestland, Erling Skakke, in het midden van de 12e eeuw.
De voorlopers van de Bagli-partij hadden koning Inge I van Noorwegen en na hem Magnus V (in 1184 vermoord) en Magnus´ vader de jarl Erling Skakke (in 1179 vermoord) gesteund. De Birkebeiner Sverre Sigurdsson zou in 1184 de formele koning van Noorwegen worden. Hij zou erin slagen het grootste gedeelte van Noorwegen onder controle te krijgen. Alleen in het Viken-gebied, Hedmark en Østerdalen, bleef de Bagli-partij nog oppermachtig. En bij tijd en wijle wisten ze ook de controle over westelijk Noorwegen, het gebied rondom Bergen, te veroveren.
Het Birkebeinse politieke beleid was een voortzetting van het door jarl Erling Skakkes in gang gezette centralisatie van Noorwegen. Hun leiding zocht geen sociale ommekeer maar alleen het verplaatsen van de centrale macht naar hun hoofdplaats Nidaros in Trøndelag.
In 1202 zou Sverre van Noorwegen overlijden. De dood van Sverre verminderde de macht van de Birkebeiners. Zijn opvolger Haakon Sverresson stierf begin 1204 en Guttorm Sigurdsson halverwege 1204 en zijn opvolger Inge (II) Bårdsson zou tot 1217 regeren.
Erling Steinvegg (van 1204 tot 1207) en Filippus Simonsson (van 1207 tot 1217) waren in deze periode de Bagli-koningen.
In de herfst van 1207 zouden de aartsbisschop Tore van Nidaros en bisschop Nicolaas van Oslo, en fervent aanhanger van de Bagli-partij, onderhandelingen beginnen om tot een akkoord tussen de beide strijdende partijen te komen. Het lukte hen om in de herfst van 1208 een ontmoeting tussen Inge (II), Haakon ´Galen´ en Filippus in Kvitsøy in Rogaland te bewerkstelligen. De drie kwamen tot een overeenkomst waarbij Filippus akkoord ging om zijn koningstitel en zijn koninklijke zegel op te geven. Hij zou wel in oostelijk Noorwegen, het Viken-gebied en Oppland, blijven regeren, behalve Bohuslän, nu met de titel jarl onder koning Inge. Jarl Haakon ´Galen´ zou de macht in westelijk Noorwegen, het gebied rond Bergen, krijgen. Inge zou direct regeren over Trøndelag en de enige koning over geheel Noorwegen zijn. Om het verdrag te bezegelen zou Filippus (in 1109) in het huwelijk treden met Christina, een nicht van Inge (II) en een dochter van koning Sverre.
In april 1217 zou de Birkebeiner koning Inge II overlijden. Bagli-koning Filippus betrachtte onder het vredesakkoord uit te komen en eiste om het koninkrijk te verdelen tussen de beide partijen. Maar nog hetzelfde jaar, in de herfst van 1217, werd Filippus ziek en zou overlijden. Het jaar daar op, 1218, zou de Birkebeiner koning Haakon Håkonsson ook door de Bagli-partij erkend worden al hun koning. Dit betekende dat aan de verdeeldheid in Noorwegen een einde was gekomen.